# François de Baillencourt
François de Baillencourt (Nijvel, 15 juni 1610 - Brugge, 3 november 1681) was de elfde bisschop van Brugge.

## Levensloop
De Baillencourt studeerde in Leuven waar hij in 1629 promoveerde tot magister artium. Hij werd professor aan de Leuvense rechtsfaculteit en was 13 jaar lang president van het Winckeliuscollege. In 1635 werd hij in Namen tot priester gewijd.
In 1646 zou hij ook nog promoveren tot doctor in beide rechten en hetzelfde jaar werd hij rector van de universiteit. In de volgende jaren, en voor het laatst in 1656 werd hij nog driemaal opnieuw tot rector gekozen.
Hij werd vervolgens kanunnik van Sint-Theobaldus in Thuin, van Sint-Pieters in Leuven en van Sint-Hermes in Ronse. Vanaf 1656 zetelde hij ook als rekwestmeester in de Grote Raad van Mechelen. Daar werd hij opgemerkt door aartsbisschop Andreas Creusen die hem benoemde tot vicaris-generaal van het aartsbisdom.

## Bisschop van Brugge
In augustus 1669 werd Baillencourt voorgedragen als bisschop van Brugge en op 18 maart 1671 werd dit bekrachtigd. Op 28 juli werd de eenenzestigjarige tot bisschop geconsacreerd en vertrok hij naar Brugge om er bezit te nemen van zijn zetel. Hij nam als bisschopsleuze 'Fulciat' (Moge Hij schitteren).
Tijdens de eerste jaren van zijn episcopaat leverde Baillencourt grote inspanningen om alle parochies te bezoeken. Hij deed ook visitaties in de meeste kloosters en abdijen. Zoals ook vaak gebeurde met zijn voorgangers, werd zijn gezag aangevochten door het kapittel van kanunniken van de kathedraal en door de deken ervan. Om zijn presidentschap over dit kapittel te doen gelden moest hij een procedure inspannen, waarbij de Grote Raad van Mechelen hem in het gelijk stelde.
Vanaf 1677 namen de krachten van de bisschop af en schreef hij bij herhaling een testament, waarbij hij een groot deel van zijn bezittingen aan de armen schonk. Op 1 november 1681 ontving hij de laatste sacramenten en benoemde hij vicarissen om hem tijdens zijn ziekte te vervangen. Twee dagen later overleed hij.